# Torneio João Havelange
O Torneio João Havelange foi uma competição interestadual de futebol organizada pela Confederação Brasileira de Futebol, disputada por 3 equipes do estado de São Paulo e uma do Rio de Janeiro, de 10 a 24 de agosto de 1993. O torneio foi nomeado em homenagem ao então presidente da FIFA João Havelange. O Vasco da Gama sagrou-se campeão contra o Mogi Mirim.
O Torneio João Havelange foi uma espécie de "Recopa Rio-São Paulo" organizada pela CBF, tendo como critério classificatório incluir os campeões de 1993 dos torneios de clubes realizados no Rio de Janeiro e São Paulo, o Campeonato Carioca, o Campeonato Paulista, o Torneio Rio-São Paulo e o Torneio Ricardo Teixeira. Este último, uma disputa entre clubes cariocas e paulistas de expressão relativamente menor, sendo, segundo a Folha de S.Paulo, uma espécie de "segunda divisão do Torneio Rio-São Paulo".
Em 1981, já havia sido realizado um torneio intitulado "João Havelange", mas de caráter amistoso, disputado em Governador Valadares-MG, pelo anfitrião Democrata, o campeão Vasco da Gama e o Flamengo.

## Sistema de disputa
O sistema de disputa é do torneio foi em sistema mata-mata, começando nas semifinais com jogos de ida e volta.

## Participantes
| UF             | Clube            | Forma de classificação                                                                    |
| -------------- | ---------------- | ----------------------------------------------------------------------------------------- |
| São Paulo      | Palmeiras        | Campeão do Campeonato Paulista de 1993 Campeão do Torneio Rio-São Paulo de 1993           |
| São Paulo      | Corinthians[a]   | Vice-campeão do Campeonato Paulista de 1993 Vice-campeão do Torneio Rio-São Paulo de 1993 |
| São Paulo      | Mogi Mirim       | Campeão do Torneio Ricardo Teixeira de 1993                                               |
| Rio de Janeiro | Vasco da Gama[b] | Campeão do Campeonato Carioca de 1993                                                     |

- a. ^  O Corinthians entrou no torneio pelo fato do mesmo clube (Palmeiras) ter vencido tanto o  Campeonato Paulista de 1993 quanto o Torneio Rio-São Paulo de 1993
- b. ^  O jornal O Estado de São Paulo de 4 de agosto de 1993 (antes da final do Torneio Ricardo Teixeira) publicou que, caso o Mogi Mirim vencesse o Torneio Ricardo Teixeira, estaria classificado para o Torneio João Havelange ao lado de Vasco, Palmeiras e Corinthians. Ou seja: não havia previsão no regulamento para a inclusão do vice-campeão do Torneio Ricardo Teixeira, e o então campeão carioca Vasco já estava classificado ao certame antes de se saber quem seria o campeão do Torneio Ricardo Teixeira.[1]

## Chaveamento
|  | Semifinais    | Semifinais | Semifinais | Semifinais |     |               | Final | Final | Final | Final |
|  |               |            |            |            |     |               |       |       |       |       |
|  | Vasco da Gama | 3          | 1          | 4          |     |               |       |       |       |       |
|  | Palmeiras     | 0          | 1          | 1          |     |               |       |       |       |       |
|  | Palmeiras     | 0          | 1          | 1          |     | Vasco da Gama | 4     | 0     | (4)   |       |
|  |               |            |            |            |     | Vasco da Gama | 4     | 0     | (4)   |       |
|  |               | Mogi Mirim | 0          | 4          | (3) |               |       |       |       |       |
|  | Mogi Mirim    | Mogi Mirim | 0          | 4          | (3) | 0             | 1     | 1     |       |       |
|  | Mogi Mirim    |            |            |            |     | 0             | 1     | 1     |       |       |
|  | Corinthians   | 0          | 0          | 0          |     |               |       |       |       |       |

## Semifinais
Em itálico, os times que possuem o mando de campo no primeiro jogo do confronto e em negrito os times classificados.
| Equipe 1    | Total | Equipe 2      | 1.º jogo | 2.º jogo |
| ----------- | ----- | ------------- | -------- | -------- |
| Corinthians | 0–1   | Mogi Mirim    | 0–0      | 0–1      |
| Palmeiras   | 1–4   | Vasco da Gama | 0–3      | 1–1      |

## Finais
Em itálico, o time que possui o mando de campo no primeiro jogo do confronto e em negrito o time classificado.
| Equipe 1   | Total       | Equipe 2      | 1.º jogo | 2.º jogo |
| ---------- | ----------- | ------------- | -------- | -------- |
| Mogi Mirim | 4–4 (3–4 p) | Vasco da Gama | 0–4      | 4–0      |

## Premiação
| Torneio João Havelange             |
| Rio de Janeiro                     |
| ---------------------------------- |
| VASCO DA GAMA Campeão (1.º título) |

## Artilharia
| Gols | Jogador     | Time          |
| ---- | ----------- | ------------- |
| 2    | Jardel      | Vasco da Gama |
| 2    | Hernande    | Vasco da Gama |
| 1    | Daniel Xodó | Mogi Mirim    |
| 1    | Daniel      | Mogi Mirim    |
| 1    | Alexandre   | Mogi Mirim    |
| 1    | Lelo        | Mogi Mirim    |
| 1    | Zoca        | Mogi Mirim    |
| 1    | Cássio      | Vasco da Gama |
| 1    | Giovani     | Vasco da Gama |
| 1    | Vítor       | Vasco da Gama |
| GC   | Tinho       | Vasco da Gama |
| GC   | Luís Carlos | Mogi Mirim    |